# Libnotes divaricata
Libnotes divaricata är en tvåvingeart som först beskrevs av Alexander 1924.  Libnotes divaricata ingår i släktet Libnotes och familjen småharkrankar. Inga underarter finns listade i Catalogue of Life.